# Korean Folk Village
Het Korean Folk Village (Koreaanse Volksdorp) is een toeristische attractie in Zuid-Korea waar men de sfeer kan proeven van hoe Korea was in de 19de eeuw. Het openluchtmuseum is gevestigd in de stad Yongin ten zuiden van Seoel.
Het openluchtmuseum heeft het doel om mensen kennis te laten maken met de verschillende elementen die de Koreaanse cultuur te bieden had en heeft. Er zijn verschillende secties in het park, elk met hun eigen thema. Men vindt er veel replica's van traditionele woningen uit verschillende lagen van de maatschappij. Zo vindt men er niet alleen huizen van yangban, maar ook van boeren en er is zelfs een gevangenis. Ook worden de vele verschillen per regio weergegeven en kan men er bijvoorbeeld een dorpje van het eiland Jejudo vinden. Het museum wordt overdag bewoond door mensen die er rondlopen in hanbok. Zij doen alles op traditionele wijze en geven zo aan het museum zijn charme.
In het park kan men tevens een traditionele markt vinden, restaurants, waar veel traditionele gerechten uit de Koreaanse keuken worden geserveerd, en er worden demonstraties gegeven in metaal- en houtbewerking. Op het centrale plein worden diverse demonstraties geven en men kan er een traditionele bruiloft gadeslaan. Natuurlijk mogen de souvenirshops niet ontbreken.
Het Korean Folk Village is een populaire attractie voor zowel buitenlanders als Koreanen.

## Galerij

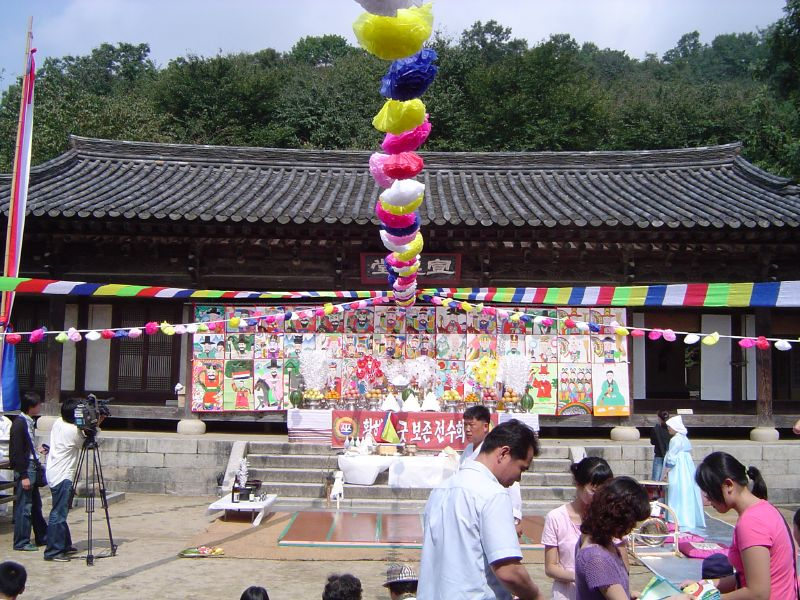
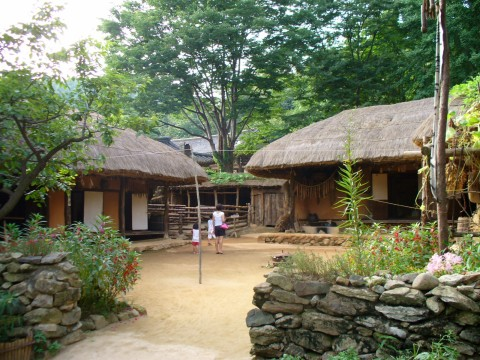
Traditionele huizen
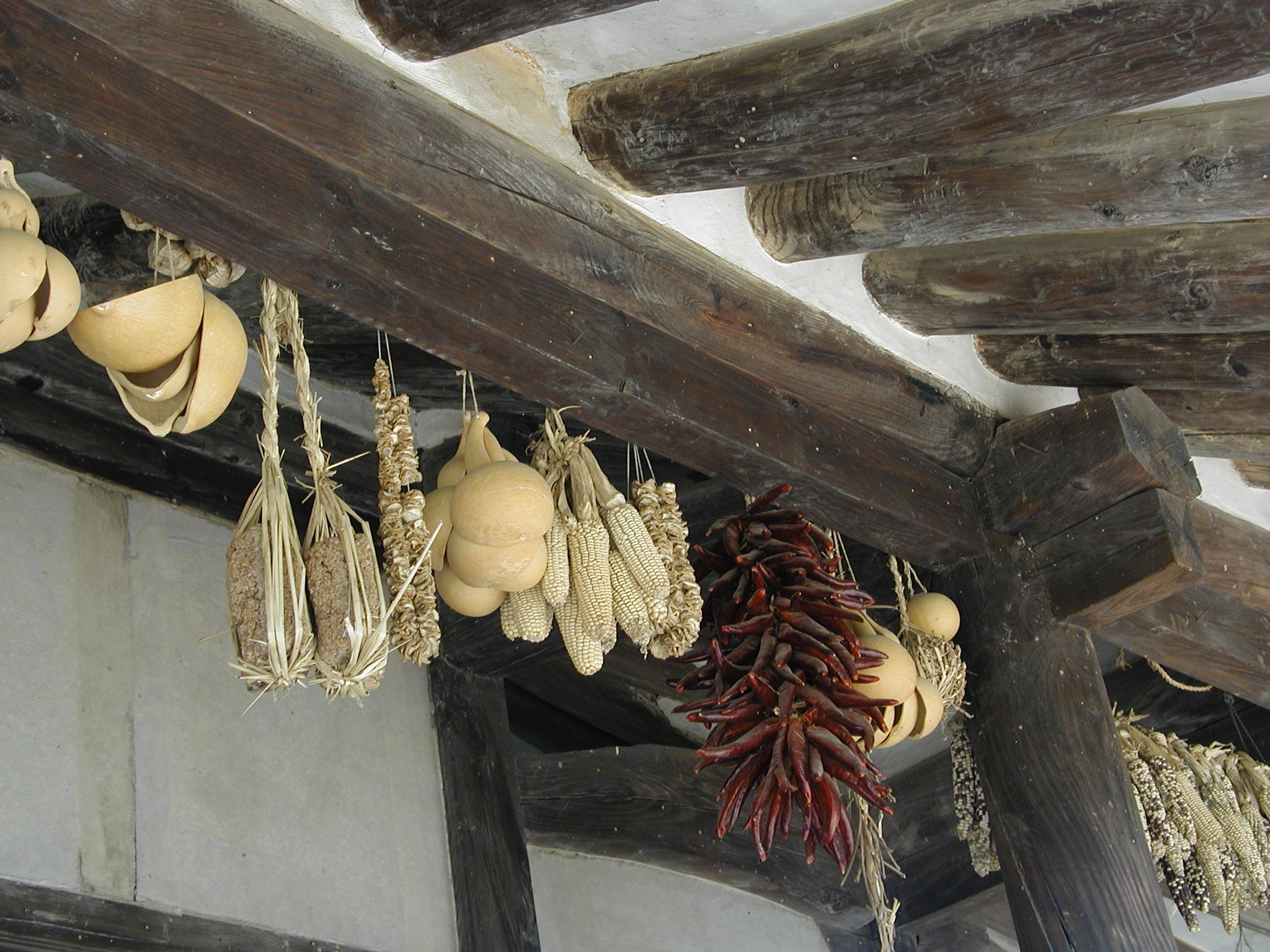
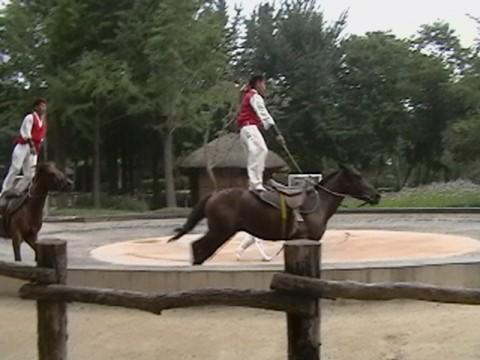
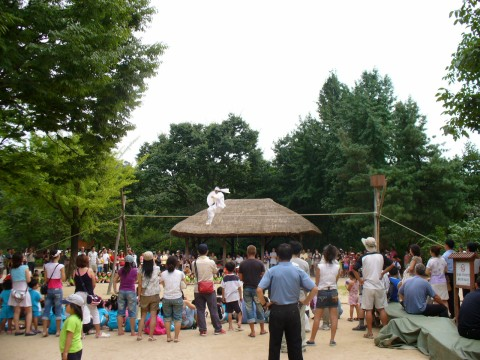
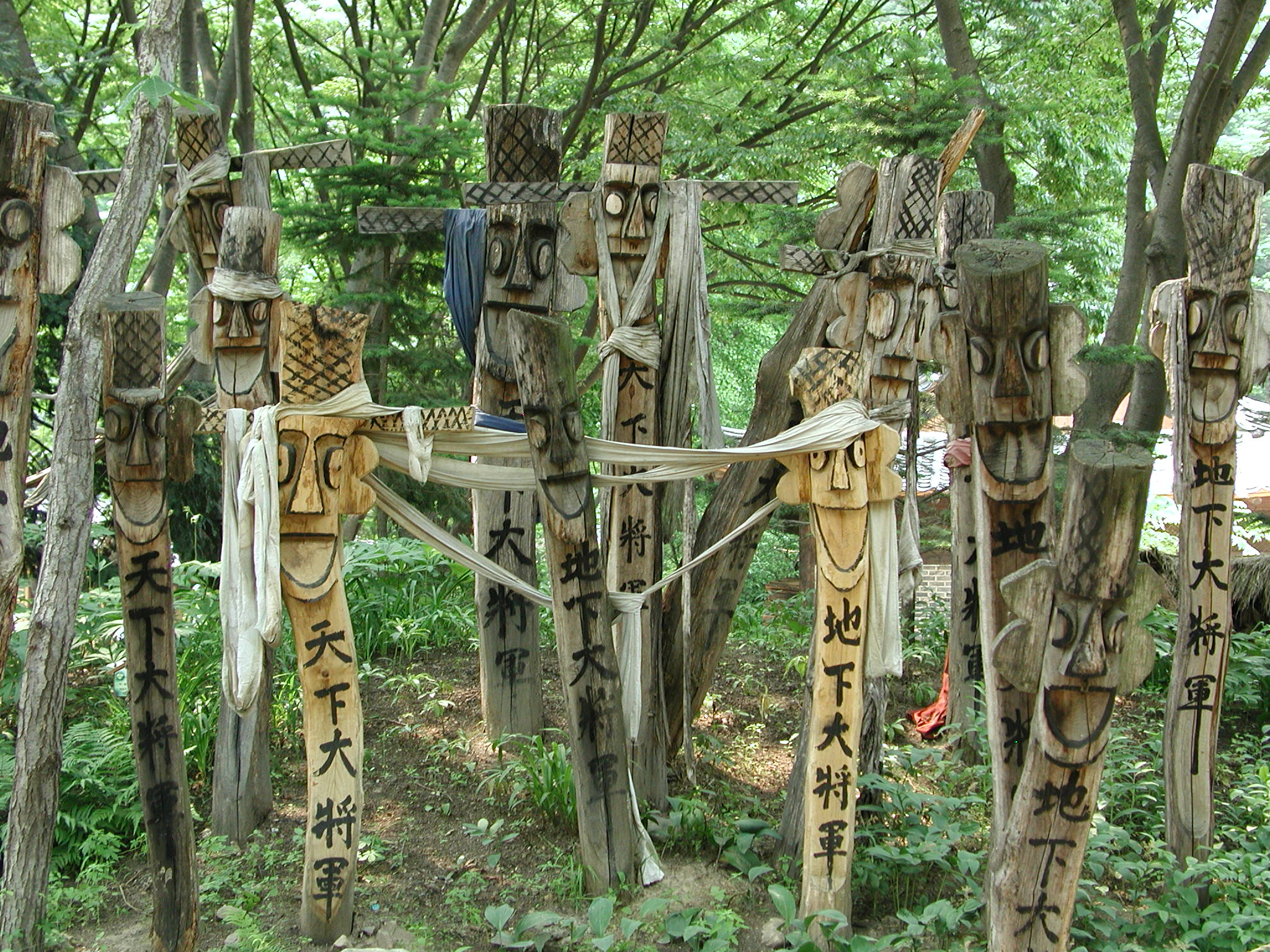
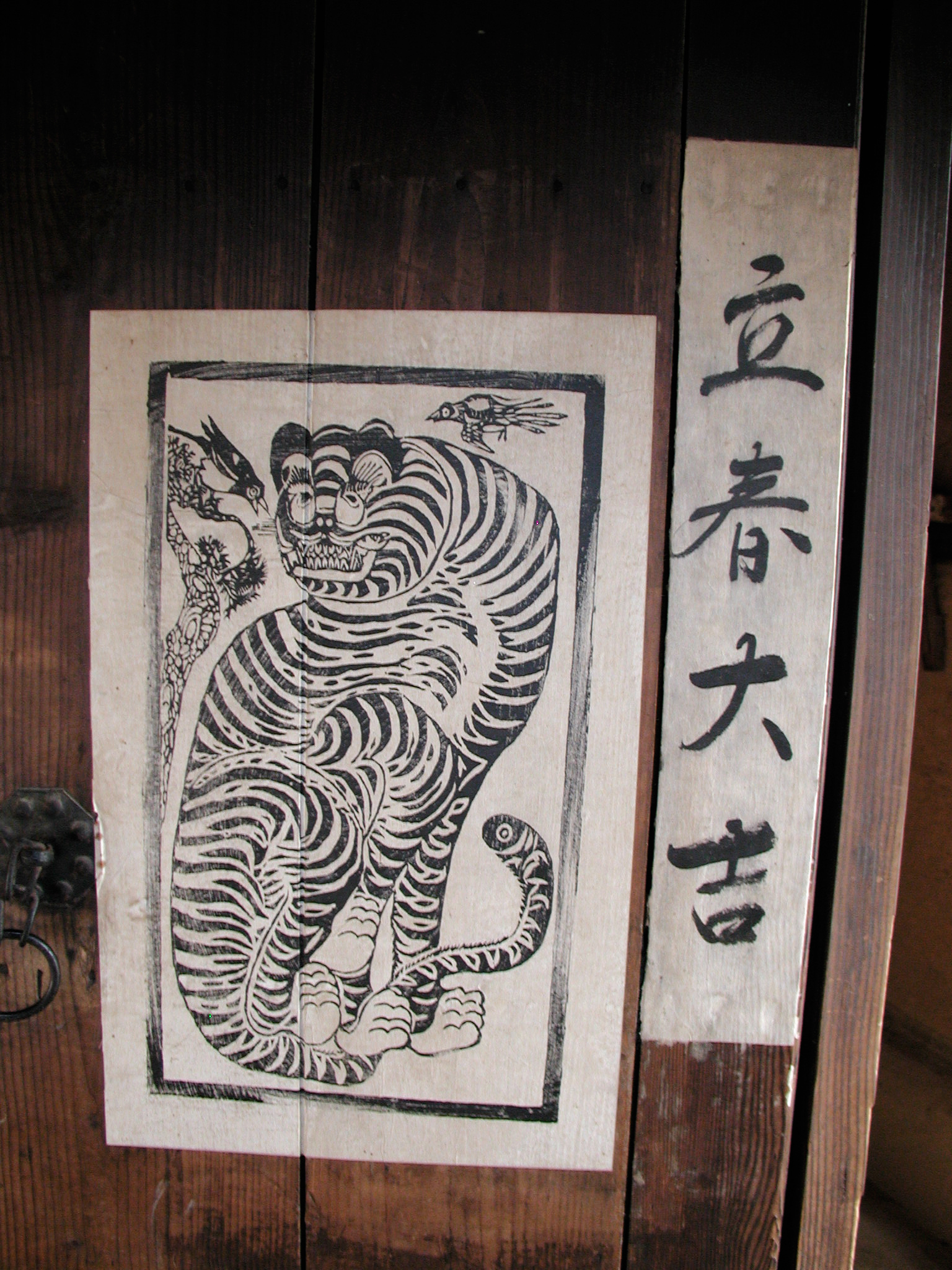
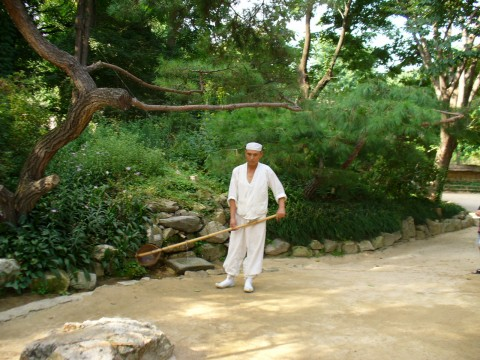
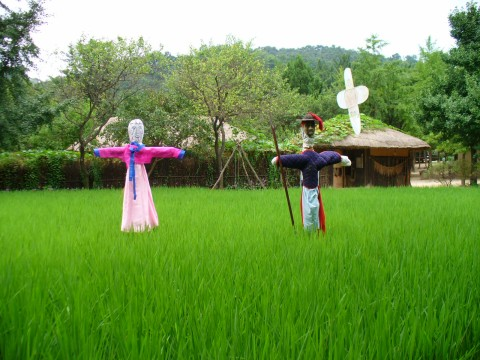
Koreaanse vogelverschrikker
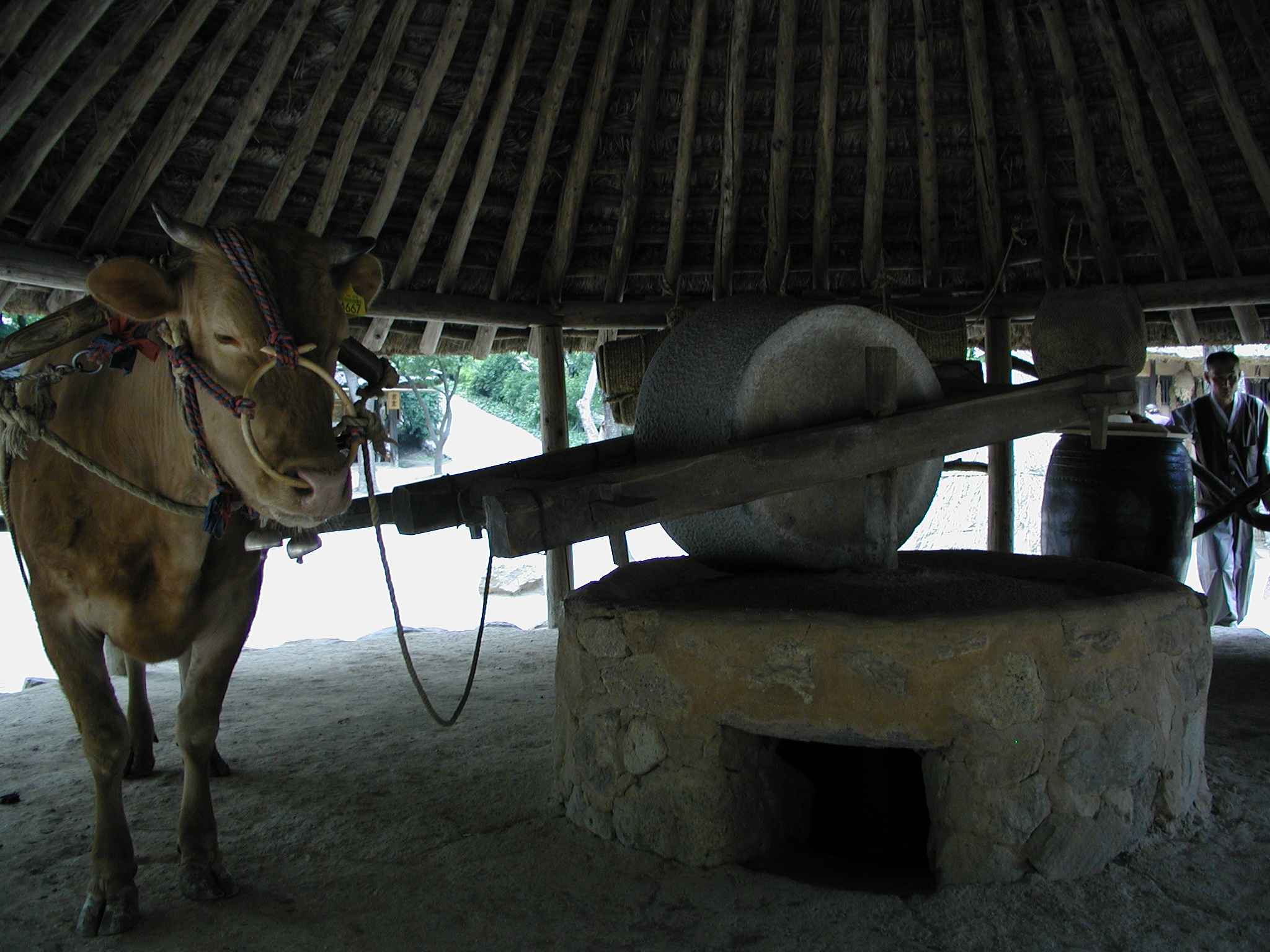
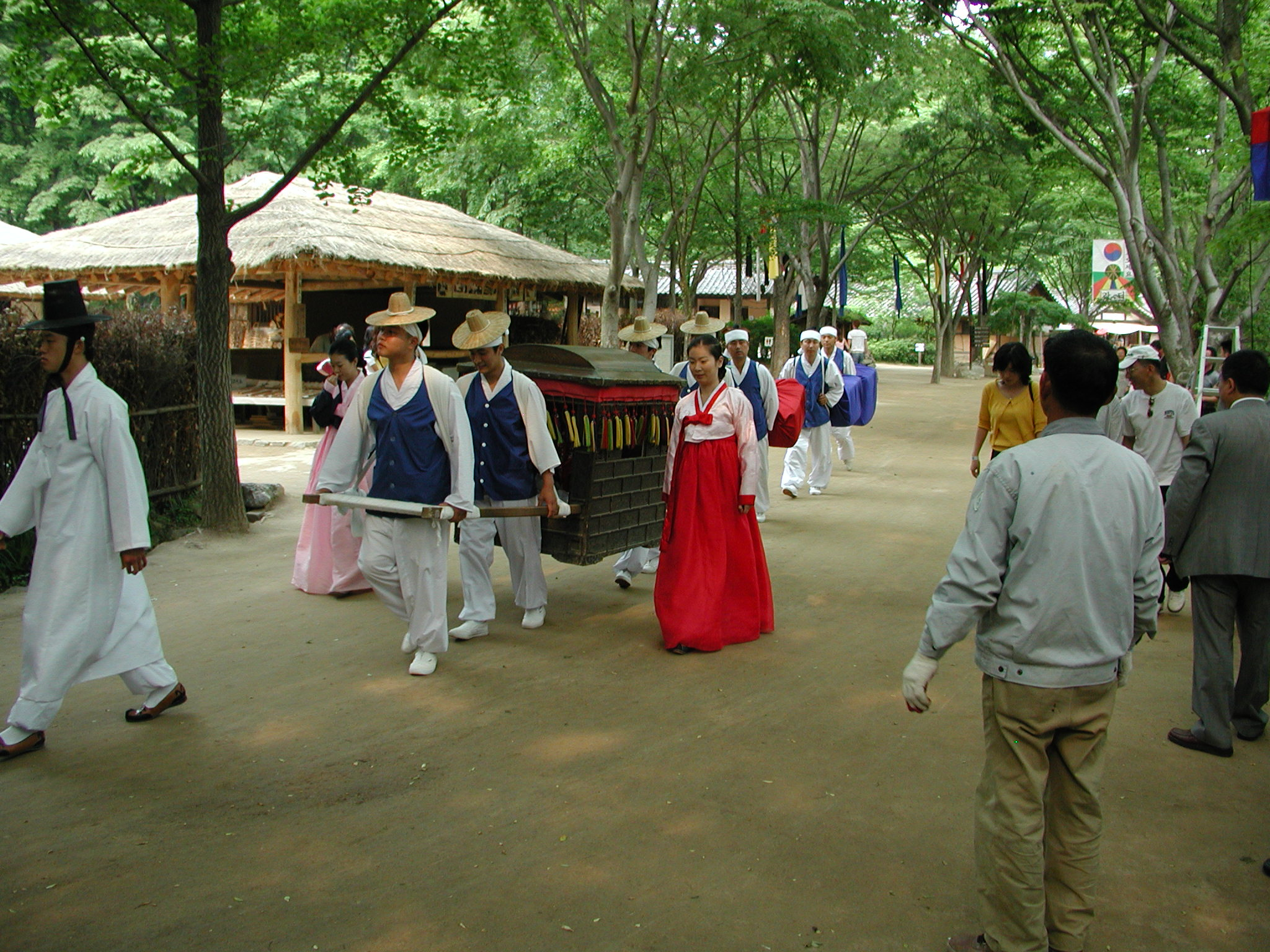
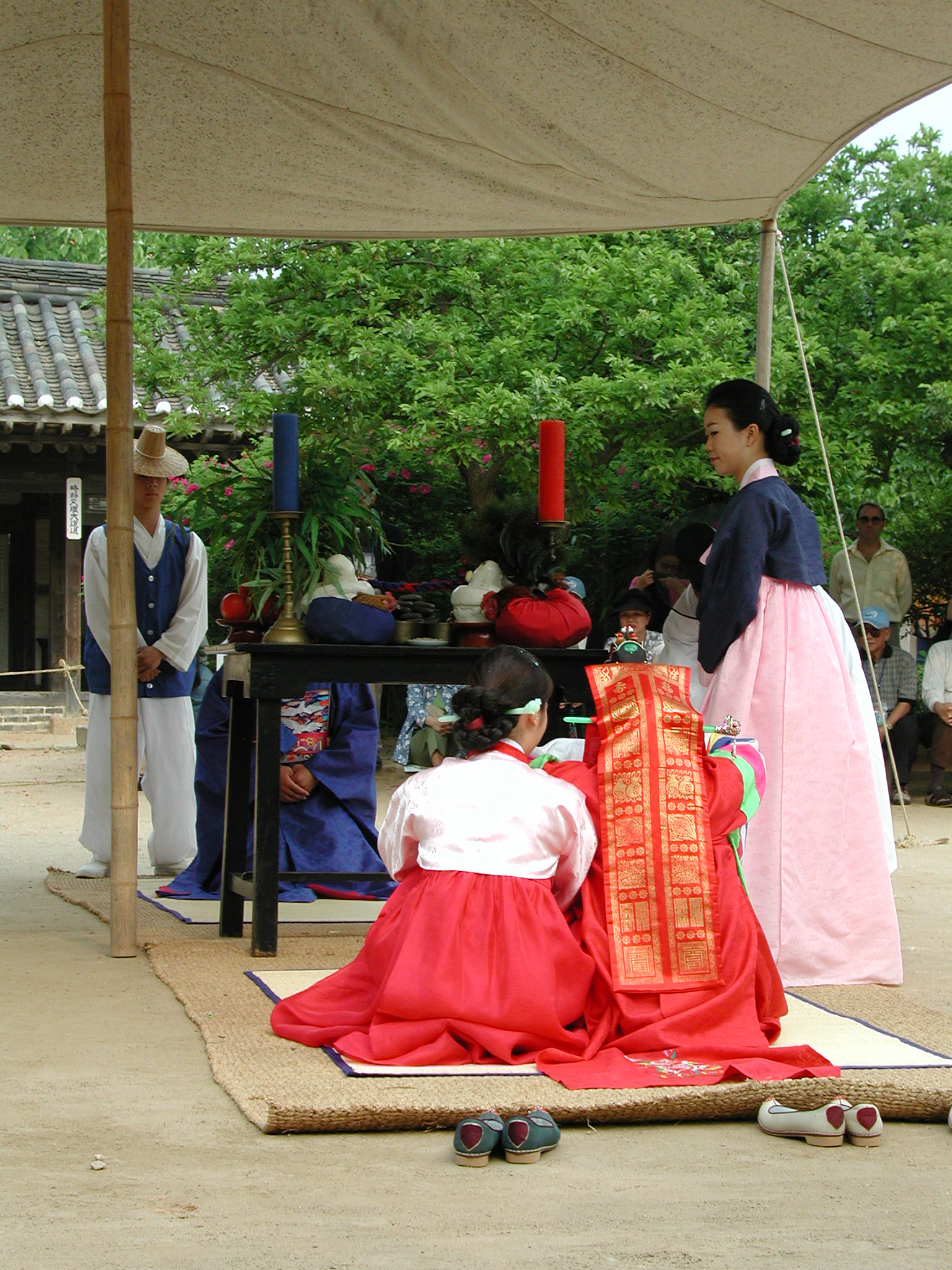